# الإنسانية المتكاملة (الهند)

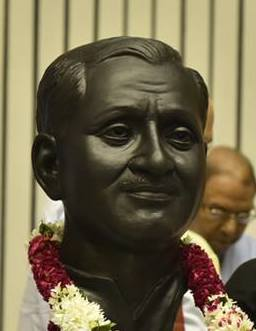
إشادة بـ Deendayal Ji، الذي تستمر أفكاره ومُثُله في خدمة المزارعين والفقراء والمهمشين في توجيهنا.

كانت النزعة الإنسانية المتكاملة عبارة عن مجموعة من المفاهيم التي صاغها Deendayal Upadhyaya كبرنامج سياسي واعتمدت في عام 1965 كعقيدة رسمية لـ Jan Sangh. استعار Upadhyaya مبادئ Gandhian مثل sarvodaya و swadeshi و Gram Swaraj وتم تخصيص هذه المبادئ بشكل انتقائي لإعطاء أهمية أكبر للقيم الثقافية الوطنية. استندت هذه القيم إلى خضوع الفرد بلا منازع للأمة ككيان اعتباري. وقد وصف ريتشارد فوكس هذا بأنه «اختطاف أيديولوجي» و «زرع» تم تصميمه بغرض الاستيلاء على السلطة التي كانت تمتلكها مصطلحات غاندي في السياسة الهندية يؤمن M. S. Golwalkar بمفهوم العضوية والتي لم تكن الإنسانية المتكاملة مختلفة عنها كثيرًا. في الإنسانية المتكاملة، تم استكمال أفكار جولوالكار من خلال تبني مبادئ غاندي الرئيسية وتقديمها كنسخة من القومية الهندوسية. كان الهدف من هذا الإصدار هو محو صورة جان سانغ من «الجماعية» وتعديلها إلى صورة أكثر اعتدالًا وروحية وغير عدوانية تفضل المساواة في المجتمع. ساعد إنشاء واعتماد هذه المفاهيم على ملاءمة الخطابات الرئيسية في الساحة السياسية الهندية في الستينيات والسبعينيات. سلط هذا الضوء على الجهود المبذولة لتصوير جان سانغ والحركة القومية الهندوسية كطرف يميني بارز من التيار السياسي الهندي السائد. كان التغيير الرئيسي هنا مقارنة بأعمال جولوالكار هو استخدام كلمة «بهارتيا» التي ترجمها ريتشارد فوكس على أنها «هندية» وهي مزيج من الهندوسية الهندية. بسبب العلمانية الرسمية في السياسة، أصبح من المستحيل التذرع بإشارة صريحة إلى «الهندوسية»، كما أن استخدام كلمة بهارتيا سمح للتحايل على هذا الواقع السياسي. اعتبر أوبدهيايا أنه من الأهمية بمكان بالنسبة للهند تطوير نموذج اقتصادي محلي مع وجود الإنسان في مركز الصدارة. هذا النهج جعل هذا المفهوم مختلفًا عن الاشتراكية والرأسمالية. تم تبني النزعة الإنسانية المتكاملة حيث أن عقيدة يان سانغ السياسية وانفتاحها الجديد على قوى المعارضة الأخرى جعل من الممكن للحركة القومية الهندوسية أن يكون لها تحالف في أوائل السبعينيات مع حركة غاندي سارفودايا البارزة تحت قيادة جي بي نارايان. كان هذا يعتبر أول اختراق عام كبير للحركة القومية الهندوسية

## فلسفة
وفقًا لبانديت ديندايال أوبدهيايا، ينبغي أن يكون الاهتمام الأساسي في الهند هو تطوير نموذج تنمية محلي يركز على البشر إنها تعارض كل من الفردية الرأسمالية الغربية والاشتراكية الماركسية، على الرغم من ترحيبها بالعلوم الغربية إنه يسعى إلى حل وسط بين الرأسمالية والاشتراكية، وتقييم كلا النظامين على أساس مزايا كل منهما، مع انتقاد تجاوزاتهما وغربيتهما

### أربعة أهداف للبشرية
لدى البشرية، وفقًا لأوبديايا، أربع سمات منظمة هرميًا للجسد والعقل والفكر والروح تتوافق مع الأهداف العالمية الأربعة للدارما (الواجبات الأخلاقية)، والآرتا (الثروة) والكام (الرغبة أو الرضا) والموكشا (التحرير الكامل) أو «الخلاص» بينما لا يمكن تجاهل أي منها، فإن دارما هي الهدف «الأساسي» والموكشا هو الهدف «النهائي» للبشرية والمجتمع وادعى أن المشكلة مع كل من الأيديولوجيات الرأسمالية والاشتراكية هي أنها تنظر فقط إلى احتياجات الجسد والعقل، ومن ثم فهي تستند إلى الأهداف المادية للرغبة والثروة

### رفض الفردية
رفض Upadhyaya الأنظمة الاجتماعية التي `` تسود فيها '' الفردية. كما رفض الشيوعية التي "سُحقت" فيها الفردية كجزء من "آلة كبيرة بلا قلب المجتمع، وفقًا لـ Upadhyaya بدلاً من أن ينشأ من عقد اجتماعي بين الأفراد وُلِد بالكامل في بدايته ككائن حي طبيعي له روح وطنية '' محددة أو روح وتماثل احتياجاته للكائن الاجتماعي احتياجات المجتمع فرد

## الأصول

### أدفايتا فيدانتا
كان Upadhyaya يرى أن النزعة الإنسانية المتكاملة اتبعت تقليد advaita الذي طوره Adi Sankaraتمثل اللازدواجية المبدأ الموحد لكل كائن في الكون والذي كانت البشرية جزءًا منه. هذا، كما زعم Upadhyaya كان جوهر ومساهمة الثقافة الهندية

### مهاتما غاندي
تعد النزعة الإنسانية المتكاملة تقريبًا إعادة صياغة دقيقة لرؤية المهاتما غاندي للهند المستقبلية. يسعى كلاهما إلى مسار مميز للهند، وكلاهما يرفض مادية الاشتراكية والرأسمالية على حد سواء وكلاهما يرفض فردية المجتمع الحديث لصالح مجتمع شامل قائم على فارنا دارما، ويصر كلاهما على ضخ القيم الدينية والأخلاقية في السياسة، ويسعى كلاهما إلى أسلوب تحديث أصيل ثقافيًا يحافظ على القيم الهندوسية. تحتوي النزعة الإنسانية المتكاملة على رؤى منظمة حول موضوعين: الأخلاق في السياسة و swadeshi والتصنيع على نطاق صغير في الاقتصادات، وكلها غاندي في موضوعها العام ولكن بشكل واضح قومية هندوسية. تدور هذه المفاهيم حول الموضوعات الأساسية للوئام وأولوية القيم الثقافية القومية، والانضباط

## على النقيض من سياسات نهرو الاقتصادية الاقتصادية
Upadhyaya يرفض سياسات Nehruvian الاقتصادية والتصنيع على أساس أنه تم استعارتها من الغرب دون تمحيص، في تجاهل للتراث الثقافي والروحي للبلاد. هناك حاجة، وفقًا لأوبادهيايا، إلى تحقيق توازن بين التفكير الهندي والغربي في ضوء الطبيعة الديناميكية للمجتمع والتراث الثقافي للبلاد. عزز نموذج نهروفيان للتنمية الاقتصادية، الذي يؤكد على زيادة الثروة المادية من خلال التصنيع السريع، النزعة الاستهلاكية في المجتمع الهندي. لم تخلق أيديولوجية التنمية هذه فقط فوارق اجتماعية واختلالات إقليمية في النمو الاقتصادي ولكنها فشلت في التخفيف من حدة الفقر في البلاد تعارض فلسفة الإنسانية المتكاملة، مثل غاندي، النزعة الاستهلاكية الجامحة، لأن مثل هذه الأيديولوجية غريبة على الثقافة الهندية. تشدد هذه الثقافة التقليدية على وضع قيود على رغبات المرء وتدعو إلى القناعة بدلاً من السعي الحثيث للثروة المادية